# Контрудар под Сольцами
Контруда́р под Сольца́ми — одно из первых успешных контрнаступлений советских войск в годы Великой Отечественной войны, проведённое 14—18 июля 1941 года в районе города Сольцы. В результате контрнаступления войска вермахта были отброшены на 40 километров. Этот контрудар, а также последующая оборона Красной армии под Лугой задержали наступление противника на Ленинград почти на месяц, что позволило советскому командованию выиграть время для проведения подготовки города к предстоящей обороне.

## Военно-оперативная ситуация
Разгромив 22—25 июня 1941 года советские войска Северо-Западного фронта в приграничном сражении, немецкая группа армий «Север» под командованием генерал-фельдмаршала Вильгельма фон Лееба наступала на Ленинград, проходя в среднем за сутки 26 километров. 4-я танковая группа генерал-полковника Эриха Гёпнера преодолев сопротивление советских войск, 5 июля заняла город Остров. 8 июля главное командование германских вооружённых сил поставило войскам группы армий «Север» следующую задачу: отрезать Ленинград с востока и юго-востока сильным правым крылом танковой группы от остальной территории СССР. 9 июля, после захвата Пскова, танковые и моторизованные соединения немецких войск не стали дожидаться подхода главных сил 16-й и 18-й армий, а продолжили наступление: 41-м моторизованным корпусом генерала Райнхардта на Лугу, а 56-м моторизованным корпусом генерала Манштейна через Порхов и Новгород на Чудово, чтобы перерезать железнодорожную линию Москва — Ленинград.

## Силы сторон

### Вермахт
Дивизии 56-го моторизованного корпуса из состава 4-й танковой группы группы армий «Север» под командованием — генерала пехоты Эриха Манштейна:
- 8-я танковая дивизия
- 3-я моторизованная дивизия
- Дивизия СС «Тотенкопф»

### РККА
На рубеже от Чудского озера до озера Ильмень оборонялась советская 11-я армия (командующий — генерал-лейтенант В. И. Морозов) Северо-Западного фронта (командующий — генерал-майор П. П. Собенников):
- 41-й стрелковый корпус:
  - 118-я стрелковая дивизия
  - 111-я стрелковая дивизия
  - 235-я стрелковая дивизия
  - 90-я стрелковая дивизия
- 22-й стрелковый корпус:
  - 180-я стрелковая дивизия
  - 182-я стрелковая дивизия
  - 183-я стрелковая дивизия (3496 человек)[6]
- Остатки 12-го мехкорпуса (28-я и 23-я танковые дивизии, 10-й мотоциклетный полк). К 15 июля в составе корпуса осталось всего 68 танков Т-26; корпус выведен на переформирование в Сольцы.
- 1-й мехкорпус:
  - 3-я танковая дивизия (в дивизии оставалось всего 22 танка: 4 танка Т-28, 2 танка КВ и 16 танков БТ-7)[7]
  - 202-я моторизованная дивизия (1103 человека)[6]

Кроме этого, для усиления Северо-Западного фронта, директивой СГК № 00260 от 9.07.41 командующему Северным фронтом приказывалось немедленно передать в подчинение командующего Северо-Западным фронтом одну танковую дивизию из состава 10-го мехкорпуса, (в итоге была передана 21-я танковая дивизия), а также 70-ю (11952 человека) и 237-ю (14963 человека) стрелковые дивизии.

## Ход боевых действий

### Наступление 41-го моторизованного корпуса
10 июля 1941 года немецкие подразделения группы армий «Север», преодолев рубеж реки Великая, продолжили наступление на Ленинград. 41-й моторизованный корпус в составе двух танковых, моторизованной и пехотной дивизий при поддержке авиации оттеснил 118-ю стрелковую дивизию к Гдову, а 90-ю и 111-ю стрелковые дивизии к Луге. 12 июля немецкие войска столкнулись с частями прикрытия Лужского оборонительно рубежа в районе реки Плюсса и в ходе упорных боев были остановлены. Не имея возможности из-за болотистой местности обойти обороняющиеся войска с флангов, Райнхардт оставил у Луги 269-ю пехотную дивизию, а основные силы 41-го корпуса бросил в обход Луги с севера и к 14 июля захватил два плацдарма на правом берегу реки Луга у деревни Ивановское и Большой Сабск в районе Кингисеппа. На этих позициях немецкие войска были остановлены силами Лужской оперативной группы и смогли продолжить наступление только через месяц. Таким образом образовался большой разрыв между корпусами 4-й танковой группы, разделённая на две части она не имела отчётливо выраженного направления главного удара, к тому же болотисто-лесистая местность Ленинградской области серьёзно затрудняла самостоятельные действия танковых подразделений.

### Наступление 56-го моторизованного корпуса
Выполняя приказ командования танковой группы — развить успешные действия 41-го корпуса, который действовал в направлении Луги, 10 июля 3-я моторизованная дивизия из состава 56-го моторизованного корпуса заняла город Порхов и продолжила наступление в направлении Дно. Против неё сражалась 182-я стрелковая дивизия, она успешно отбила две атаки, причём 3-я моторизованная дивизия потеряла убитыми около 400 солдат и офицеров. Кроме того, советские артиллеристы уничтожили и повредили 20 танков врага (скорее всего, это были самоходные орудия из состава 559-го батальона истребителей танков). Несмотря на это, к ночи немцы смогли продвинуться на восток от Порхова ещё на три километра.
12 июля в районе Порхова была оставлена дивизия СС «Тотенкопф», а 3-я моторизованная дивизия была направлена по боковой дороге на север. 8-я танковая дивизия начала наступление на Шимск, двигаясь вдоль шоссе по левому берегу реки Шелонь в направлении на Новгород. Сдерживали наступление немцев, отходя от рубежа к рубежу, остатки 3-й танковой дивизии 1-го механизированного корпуса, в составе дивизии оставался только 6-й танковый полк (27 танков). Для борьбы с советскими танками КВ передовым немецким частям были приданы все 88-мм зенитные орудия.
14 июля немецкие подразделения занимают Сольцы и выходят на рубеж реки Мшага. Несмотря на то что авиаразведка докладывала о большом сосредоточении советских войск и подходе с севера свежих подразделений, ближайшей задачей 8-й танковой дивизии ставится захват моста через Мшагу в неповреждённом состоянии. По состоянию на 14 июля ничем не прикрытый правый фланг оказался длиной 70 км, а левый — 40км. Командование корпуса считало, что его безопасность следует обеспечить быстротой манёвра.

### Замысел контрудара
Советское командование решило воспользоваться тем, что 56-й корпус 4-й танковой группы, который прорывался к Шимску остался без прикрытия. Командующий Северо-Западным фронтом генерал-майор П. П. Собенников 13 июля 1941 года отдал приказ № 012 войскам 11-й армии генерал-лейтенанта В. И. Морозова, усиленной соединениями Северного фронта (21-я танковая, 70-я и 237-я стрелковые дивизии), осуществить контрудар и восстановить положение в районе Сольцы.
После согласований, вечером 13 июля командующим 11-й и 27-й армиями была направлена директива № 010 о начале контрудара. Разработка плана контрудара проходила под руководством начальника штаба Северо-Западного фронта Н. Ф. Ватутина. В основу была положена информация, нанесенная на секретную карту, которая попала в руки советского командования. На ней было обозначено положение всех шести дивизий танковой группы Гёпнера. Проверив данные разведки, штаб Северо-Западного фронта разработал план контрнаступления.

### Ход контрнаступления
По приказу штаба Северо-Западного фронта командующий советской 11-й армией создал для контрудара две группы войск — северную и южную. Им предстояло отрезать немецкую группировку, прорвавшуюся к реке Мшага.
Из состава северной группировки две дивизии (21-я танковая и 237-я стрелковая) наступали с рубежа Городище и Уторгош в юго-западном направлении, на Бараново и Ситню, а 70-я стрелковая дивизия наступала в южном направлении, на Сольцы. С востока на Сольцы наступала 1-я отдельная горнострелковая бригада
Дивизии южной группировки (183-й стрелковой из состава 27-й армии) предстояло наступать в северном направлении, на Ситню, и там соединиться с частями северной группы.
14 июля 1941 года при поддержке 235 самолётов советская 11-я армия перешла в наступление. Участвовавшие в контрударе советские войска имели в своём составе 72 танка, 387 орудий и миномётов. Противостоящий им немецкий 56-й мехкорпус насчитывал 210 танков, до 500 орудий и миномётов.
Внезапное контрнаступление советских войск оказался полной неожиданностью для немецкого командования. Основные силы немецкой 8-й танковой дивизии оказались в окружении. Одновременно в затруднительном положении оказалась немецкая 3-я мотодивизия.
Э. фон Манштейн писал в своих мемуарах:

Нельзя сказать, что положение корпуса в этот момент было весьма завидным. Мы должны задаться вопросом, не шли ли мы на слишком большой риск, недооценив под влиянием своих прежних успехов противника на нашем южном фланге?.. В сложившейся обстановке не оставалось ничего другого, как отвести через Сольцы 8-ю тд, чтобы уйти от угрожавших нам клещей. 3-я мд также должна была временно оторваться от противника, чтобы корпус вновь мог получить свободу действий. Последующие несколько дней были критическими, и противник всеми силами старался сохранить кольцо окружения… Несмотря на это, 8-й тд удалось прорваться через Сольцы на запад и вновь соединить свои силы. Всё же некоторое время её снабжение обеспечивалось по воздуху. 3-й моторизованной дивизии удалось оторваться от противника, только отбив 17 атак…

16 июля советская 70-я стрелковая дивизия под командованием генерал-майора А. Е. Федюнина заняла Сольцы. В этот же день командующий Северо-Западным фронтом приказал армиям фронта завершить разгром противника в районе Сольцы и, прочно удерживая рубеж, занимаемый центром и левым флангом 27-й армии, остальными силами перейти в наступление.
Однако разгромить немецкие войска в районе Порхова и Сольцов не удалось. 16 июля в состав 56-го мотокорпуса была передана дивизия СС «Мёртвая голова», которая восстановила положение на реке Шелонь. Большей части 56-го мотокорпуса удалось вырваться из окружения.

## Результаты
19 июля 1941 года командование немецкой группы армий «Север» приостановило наступление 56-го мотокорпуса на Ленинград. Понёсшая серьёзные потери 8-я танковая дивизия была отведена в тыл.
Ещё 16 июля в состав 4-й танковой группы был передан 1-й армейский корпус. 18 июля он занял Дно, при этом был взят штурмом командный пункт 22-го стрелкового корпуса. Здесь упорное сопротивление смог оказать лишь 415-й батальон связи под командованием Арнольда Мери.
19 июля немецкие войска захватили узловую железнодорожную станцию Дно, 22 июля — Сольцы. Однако советские контратаки вынудили немцев оставить плацдарм на реке Шелонь. 22 июля атака немецкой 21-й пехотной дивизии на Шимск была отбита.
Лишь 27 июля положение на всем фронте между Нарвой и озером Ильмень стабилизировалось, так что группа армий «Север» смогла думать о продолжении наступления на Ленинград.

## Комментарии
1. ↑  В 1941 году большая часть современной Новгородской области, в том числе и Сольцы, входила в состав Ленинградской области. 5 июля 1944 года Указом Президиума Верховного Совета СССР была образована Новгородская область.
2. ↑  Несмотря на то, что в директиве упоминается 177-я сд, в распоряжение командования Северо-Западного фронта была передана 237-сд.
3. ↑  Дивизия СС «Тотенкопф» была выведена в резерв из-под подчинения 56-го моторизованного корпуса[5]

## Документы
- Директива Ставки Главного Командования СССР № 00260 Командующим войсками Северного и Северо-Западного фронтов о переподчинении и задачах войск от 9 июля 1941 года
- Боевой приказ № 012 штаба Северо-Западного фронта от 13 июля 1941 года